# Uscana senex
Uscana senex är en stekelart som först beskrevs av Grese 1923.  Uscana senex ingår i släktet Uscana och familjen hårstrimsteklar. Inga underarter finns listade i Catalogue of Life.